# Il primo bacio (film 2009)
(Camel)
Il primo bacio (Les Beaux Gosses) è un film del 2009 diretto da Riad Sattouf.
Nella distribuzione internazionale la commedia francese, interpretata da Vincent Lacoste e Alice Trémolière, è conosciuta come The French Kissers.

## Trama
Hervé è un ragazzo quattordicenne con un aspetto non molto attraente e voti mediocri che vive con la madre single in un complesso residenziale a Rennes. Lui e il suo migliore amico Camel spesso fantasticano sulle loro compagne di classe e sulle loro madri, ma nella realtà non hanno molta fortuna con le ragazze. Un giorno Hervé perde la testa per Aurore, la ragazza più carina e popolare della classe.

## Produzione
Lo scrittore di graphic novel Riad Sattouf aveva studiato animazione e sognava di fare il regista, ma pensava che sarebbe stato troppo estenuante scrivere e riscrivere una sceneggiatura, trovare produttori e finanziamenti e censurare le sue idee per compiacere gli altri. Sattouf aveva rifiutato diverse offerte cinematografiche prima perché mancavano di libertà creativa, ma accettò subito quando venne contattato da Anne-Dominique Toussaint, produttrice cinematografica e fan dei graphic novel di Sattouf, la quale voleva realizzare un film per adolescenti. Sattouf ha scritto la prima bozza della sceneggiatura e poi ha chiesto allo sceneggiatore Marc Syrigas di aiutarlo a riscriverla. Invece di girare un film su "i codici degli adolescenti di oggi, il loro modo di parlare, [o] il loro arsenale di dispositivi elettronici", Sattouf voleva concentrarsi su "l'intensità delle loro emozioni". Voleva rappresentare "le cose che accadono durante l'adolescenza che non mostriamo così spesso".
Il casting di tutti i personaggi de Il primo bacio è avvenuto nell'arco di tre mesi. Sattouf cast i personaggi adolescenti attraverso l'agente di casting Stéphane Batut - la cui squadra ha descritto come "esperti nel casting di adolescenti" - e ha scelto di provini registrati di 500 studenti delle scuole superiori parigine. Egli non voleva lavorare con attori professionisti perché temeva che fossero egoisti e che potessero pensare che non fosse legittimo come regista esordiente. Voleva un cast di attori sconosciuti a causa della sua "fobia delle stars", ma dopo aver considerato che non avrebbe potuto fare un altro film, chiese ad Emmanuelle Devos, Irène Jacob e Valeria Golino di apparire nel film e tutte accettarono. Sattouf cercava attori che erano "brutti anatroccoli con tratti inusuali, e il loro modo di parlare, di camminare" e che potevano esprimere emozioni senza "recitare". Ha faticato a trovare attori adolescenti che fossero come i loro personaggi ed erano disposti a farsi filmare in modo poco lusinghiero. Disse che Vincent Lacoste e Anthony Sonigo erano i meno preoccupati delle loro apparizioni quando mostrava loro un'immagine da adolescente "molto brutto". Tre giorni prima dell'inizio delle riprese, Lacoste si ruppe un ginocchio durante un concerto, e così il suo zoppicare è stato aggiunto al personaggio. Secondo Sattouf, Lacoste e Sonigo erano completamente a proprio agio durante le scene dove si masturbavano, e tutti gli attori hanno trattato le loro pomiciate "come un abbraccio".
Le riprese de Il primo bacio sono durate otto settimane. Alcune scene di strada ed interni dell'appartamento di Hervé sono stati girati a Rennes, in Bretagna - dove è ambientato il film - ma il budget era troppo piccolo per riprese sostanziali in Bretagna, quindi Sattouf ha cercato di trovare un college nei sobborghi di Parigi che assomigliasse al suo a Rennes. La maggior parte degli interni del film sono stati girati a Gagny, nella periferia orientale di Parigi, presso i college Madame-de-Sévigné de Gagny ed Eiffel de Gagny. Sattouf ha utilizzato primi piani e composizioni insolite durante le riprese degli adolescenti per "sentire il loro lato animale". C'era un piccolo movimento della telecamera per mostrare "c'è un po 'di pesantezza in loro, il mondo li sta girando, sono i loro prigionieri". Voleva che la fotocamera fosse tenuta "così vicina da poter sentire la loro pelle grassa, ogni imperfezione e annusare il loro [odore corporeo]".

## Accoglienza

### Incassi
Girato con un budget di 3,5 milioni di dollari, il film ha incassato al botteghino 14.751.272 dollari

### Critica
Le recensioni critiche di The French Kissers furono positive. Brendan Kelly di The Gazette, che ha dato al film 4 stelle su 5, ha scritto che "Sattouf cattura quello strano mix di spavalderia e la timidezza that is teenage guy-dom, e il risultato è sia spesso esilarante e, infine, abbastanza toccante." Egli pensava che Lacoste fosse "perfetto" come Hervé e che il casting di attori non professionisti rendesse il film più autentico. Justin Show della rivista Filmink ha descritto il film come una "commedia fresca e brutalmente sincera che si allontana dai tipici film per ragazzi". In particolare, ha elogiato la cinematografia, il dialogo di Sattouf e la performance di Lvovsky. Mike Goodridge ha scritto per Screen International che il film mostra "una bella miscela di umorismo e intelligenza che lo collocano da qualche parte tra American Pie e Wild Reeds". Ha apprezzato le brevi apparizioni degli attori famosi e ha pensato che le "osservazioni acute e l'umorismo ribelle" del film avrebbero attirato gli spettatori adulti. Duane Byrge di The Hollywood Reporter riassume il film come "un giro esilarante attraverso l'adolescenza francese contemporanea". Berge trovò la rappresentazione dei ragazzini "farsesca ma realistica" e sentì che, come i film di John Hughes, un aspetto particolarmente divertente era la presa in giro delle figure di autorità. In una recensione per la rivista Variety, ha affermato che il film comprendeva "un sacco di gag strazianti proprio nello smacker". Mintzer ha trovato alcune sequenze "nauseanti" ma altre "fresche e creativamente schifose" e ha elogiato la cinematografia grezza. David Stratton di At the Movies ha assegnato il film a 3,5 stelle su 5, descrivendolo come "una piacevole visione dei problemi dei bambini che vogliono crescere molto velocemente". Ha definito "terrificante" il cast di adolescenti non professionisti e ha elogiato la performance della Lvovsky come madre di Hervé. Il critico di Herald Sun, Leigh Paatsch, ha trovato il film "palesemente divertente" ma anche "sorprendentemente commovente". Ha definito Sattouf "un talento straordinario dietro la macchina da presa" e ha elogiato il "grande umorismo e onestà" della storia.

## Riconoscimenti
- 2009 - Festival di Cannes
  - Nomination Caméra d'or
- 2010 - Buenos Aires International Festival of Independent Cinema
  - Nomination Miglior film
- 2010 - Premio César
  - Migliore opera prima
  - Nomination Migliore attrice non protagonista a Noémie Lvovsky
  - Nomination Migliore promessa maschile a Vincent Lacoste
- 2010 - Premio Lumière
  - Migliore promessa maschile a Vincent Lacoste e Anthony Sonigo
- 2010 - Étoiles d'Or
  - Miglior primo film a Riad Sattouf
  - Nomination Miglior film